# Jerónimo de Azambuja
Jerónimo de Azambuja OP (auch Hieronymus ab Oleastro; * um 1503 in Azambuja; † 1563 in Lissabon) war ein portugiesischer römisch-katholischer Theologe und Exeget des Dominikanerordens mit sehr tiefgehenden Kenntnissen der hebräischen und altgriechischen Sprache.

## Leben und Werk
1520 trat Jerónimo de Azambuja dem Dominikanerorden bei. Er studierte seit 1525 im Konvent des Dominikanerordens zu Coimbra. Von 1545 bis 1549 wirkte er als Konzilstheologe am Konzil von Trient und Bologna (1545–1563) mit. Ab 1552 wirkte er als Inquisitor in Evora und ab 1555 in Lissabon. In Lissabon wirkte er auch als Prior seines Ordens.
Nach Jerónimo de Azambuja kann nur derjenige Bibelexegese betreiben, der fundierte Kenntnisse der biblischen Originalsprachen besitzt. Nur der biblische Urtext gilt nach Azambuja als inspiriert.